# Point Weyland
Point Weyland är en udde i Australien. Den ligger i kommunen Streaky Bay och delstaten South Australia, omkring 410 kilometer nordväst om delstatshuvudstaden Adelaide.
Trakten är glest befolkad. Närmaste större samhälle är Venus Bay, nära Point Weyland. 
Genomsnittlig årsnederbörd är 431 millimeter. Den regnigaste månaden är juni, med i genomsnitt 90 mm nederbörd, och den torraste är oktober, med 10 mm nederbörd.